# Förnimmelse av mord
Förnimmelse av mord är ett TV-program på Kanal 5. Programmet går ut på att medier anser sig få kontakt med andar och energispår och från dem får information om gamla nedlagda eller lågprioriterade mordfall. Kanal 5 tilldelades utmärkelsen Årets förvillare av Föreningen Vetenskap och Folkbildning 2003 för denna programserie.
Mediet uppges i programmet inte haft någon förhandskunskap om brottet. Genom sina påstådda mediala färdigheter berättar medierna om brott, offer och eventuell gärningsman. Detta jämförs med polisens anteckningar och de fakta som framkommit genom traditionellt polisarbete. 

## Mediernas inblandning i fallen

### Sverige
I vissa fall har medierna berättat om saker som står i den hemligstämplade delen av utredningen som endast polisen skall känna till. Programmet har även resulterat i att flera nedlagda utredningar har tagits upp på nytt och till att polisen själva har tagit kontakt med medverkande medier för att få kompletterande uppgifter om de fall som togs upp. Även i fall som inte togs upp i programmet har polisen varit i kontakt med medierna. När Aftonbladet gjorde en rundringning ett par månader efter den första säsongen, uppgav de kriminalkommissarier som hanterat fallen att "de klärvoajanta mediernas uppgifter inte resulterat i ett enda nytt spår som kunnat leda till ett genombrott i någon av utredningarna."

### Rumänien
I ett pressmeddelande från MTV International, företaget som äger rättigheterna till TV-serien, skriver de att den rumänska versionen av TV-programmet ledde till att polisen med hjälp av mediets beskrivning löste ett aktuellt mordfall. Pressmeddelandet publicerades bland andra av Aftonbladet.

### Norge
Den norska versionen av TV-programmet uppmärksammades i norsk media 2004 då svenska mediet Lena Ranehag pekade ut en kvinna som gärningsperson på ett sådant sätt at vederbörande blev identifierbar. Att kvinnan skulle ha något samband med det omtalade brottet kunde inte bevisas. Både Lena Ranehag och den norska produktionsledningen frånsade sig ansvar för det obehag kvinnan fick på grund av händelsen.

## Medverkande i den Svenska versionen
- Pontus Gårdinger (Programledare)
- Terry Evans (Medium)
- Jörgen Gustafsson (Medium)
- Lena Ranehag (Medium)
- Jill Petersson (Medium)